# Феодоро
Княжество Феодоро (ср.-греч. Θεοδωρούς, лат. Theodoro, лиг. Tedoro) — феодальное христианское государственное образование в юго-западном Крыму, существовавшее со второй половины XIV века до 1475 года со столицей в одноимённом городе Феодоро.
Именование государства «княжество», принятое в современной историографии и популярной литературе условно: ни в одном известном источнике того времени к названию Феодоро никакое определение государственного строя не встречается. Также не существует общего титула правителей Феодоро. Самоназвание, известное из мангупских надписей — ср.-греч. αὐθέντου, «владетель». В наиболее распространённых генуэзских документах применяются латинские термины лат. dominus и лат. signore — «господин», очень редко лат. princeps «принц», в трапезундских — ср.-греч. κυρ, что также трактуется, как «владетель» (например, в «Хронике» Михаила Панарета Алексей Старший назван ср.-греч. κυρ Αλεξιος εκ των Φεοδορον δυγατηρ).

## Образование княжества
Историки считают, что после включения в 1223 году Крыма в состав улуса Джучи оседлое местное население — преимущественно грекоязычныё христиане, активно перемещались в менее доступные для кочевников районы Внутренней гряды и на Южный берег Крыма. К первой половине XIV века началась консолидация грекоязычных христиан юго-западного Крыма во главе с неким провинциальным аристократическим родом, возможно, трапезундского происхождения. Образование княжества, по мнению Александра Герцена, было следствием ослабления центральной власти в Золотой Орде и развитие сепаратизма на окраинах после смерти хана Узбека в 1341 году и начавшихся междоусобиц. Предположение  А. А. Васильева о, якобы, первом упоминании князя Готии в 1320-х годах (без указания имени), по мнению историков, не выдерживают никакой критики.
В первой половине XIV века в Крыму образовывались три центра: Солхат, Кырк-Ор и Мангуп, консолидирующих мусульманское, аланское и готское население полуострова (профессор Ханс-Файт Байер считает, что «столицей» алан была Сугдея). После захвата Кырк-Ора татарами в середине XIV века христианский центр сместился на Мангуп, ставший центром образовывающего государства. После смерти хана Узбека в 1341 году, на пространстве между угасшим Херсоном и верхним течением реки Альмы, на территории наибольшей концентрации христиан, образуется феодальное княжество. Мангуп, после падения Кырк-Ора и опустевшего Эски-Кермена, также становится средоточием православной религиозной жизни Крыма. По концепции А. А. Васильева, поддерживаемой большинством современных учёных, история независимого государственного образования Феодоро начинается с 1360-х годов. В 1362 году в известной «надписи Хуитана», впервые встречается название княжества — Феодоро. Витор Мыц, имея ввиду отсутствие упоминаний Феодоро в генуэзских документах 1460—1480 годов, делает вывод об отсутствии государственной самостоятельности Мангупа в это время.
Герцен и Науменко полагают,  что титулатура феодоритских правителей, соответствующая традиционной золотоордынской системе управления, указывает на возможность контроля образовывающегося государства администрацией Крымского улуса Золотой Орды — некий зависимый статус (протекторат). Некоторые историки относят возникновение княжества либо к первой половине XIV века, либо вообще к концу XIII века.

### Альтернативный вариант
Альтернативная, сейчас уже устаревшая точка зрения, что княжество образовано в XIII (а то и в XI—XII) веке Гаврасами-Таронтами, была сформулирована в XIX — первой половине XX века работами Фальмерайера, Friedrich Braun, А. А. Васильева, Anthony Breyer и других.
Вначале версия существовала «в форме шаткой гипотезы», впоследствии приняла форму непреложного факта. В современных работах Т. М. Фадеевой «Княжество Феодоро и его князья» и «Тайны горного Крыма» княжение Гаврасов и «древнее» происхождение княжества подаются безапелляционно и безальтернативно.
При этом обильная критика (точнее — доказательства неверности) данной версии публикуются ещё с 1930-х годов. И. Е. Забелин, ещё в начале XX века убедительно показал, что «князья» Ховрины, прибывшие в Москву из Крыма были «гостями», т. е., купцами и никакого отношения к царским родам Византии не имели.

## Население
Венецианский географ, путешественник и государственный деятель Марино Санудо в 1334 году писал французскому королю Филиппу VI о населении Таврики
Существуют в Галгарии (Хазарии) и в других местах, покорённых татарам севера, некие народы, то есть готы, некие аланы и некие другие прочие нации, которые следуют по стопам греков
Считается, что к середине XV века, преимущественно из пришлых этносов, среди которых доминировали восточные германцы (готы) и ираноязычные аланы, сформировался народ средневекового горного Крыма, за которым закрепился этноним «готоаланы». Фактором объединившим разноязычные народы было византийское православие и византийский греческий язык (ср.-греч. Ρωμαϊκὴ γλῶσσα), хотя в быту сохранялись разговорные бесписьменные языки, из которых определённые сведения есть о готском.
Исходя из сведений генуэзского документа, указывающего, что на территории Феодоро было 30 тысяч домов (видимо, численность домовладений, жилых усадеб), некоторые историки определяют общую численность населения в 150 тысяч человек. Михаил Кизилов, критикуя подобные расчёты, отмечает, что население Мангупского кадылыка, примерно совпадающего по территории с княжеством Феодоро (кадылык, вообще-то, был гораздо больше — в него включили и Капитанство Готия) по османским данным первой четверти XVI века насчитывающее около 9 тысяч, вряд ли сильно (на порядки) отличалось от численности населения княжества. Владимир Руев предполагает, что ко времени турецкого вторжения в Крым в 1475 году всё население княжества составляло 20—30 тысяч человек, следовательно, военный контингент имел численность в 2-3 тысячи человек. По расчётам А. Г. Герцена численности защитников города Феодоро, во время существования полноценной системы фортификации (первая половина XV века), для его обороны было необходимо 2000 воинов, в реальности же цифра могла быть в 1,5—2 раза меньше — примерно 1000—1500 человек.

## География
Территория занимаемая княжеством в XV веке постоянно подвергалась изменениям и не имела устоявшихся надолго границ. Валерий Степаненко вообще считает, что точно можно говорить только о крайних западной и восточной точках — Каламите и Фуне, остальные границы остаются неясными.
Более-менее чётко прослеживается разграничение на юге и юго-востоке с генуэзскими владениями — Чембальским консульством и Капитанством Готия. Есть версия, что в середине XV века феодориты вернули Лусту и владели ей до 1475 года
Прибрежная территория от бухты Ласпи до мыса Херсонес (лиг. fanario), согласно уставу Кафы 1499 года (а вообще с XIV века), принадлежала консульству. Части территории в начале XV века переходили из рук в руки. По окончании войны 1433—1441 годов Гераклейский полуостров с Херсонесом отходит к Феодоро и в дальнейшем границы консульства практически не изменялись до завоевания османскими войсками в 1475 году. В историографии рассматриваются три версии прохождения южной границы княжества с консульством Чембало. А. Л. Бертье-Делагард считал, что селения Карань, Камары, Мускомья и некая «часть Байдарской долины» принадлежали генуэзцам. В. Л. Мыц считал, что рубеж проходил по южному берегу реки Чёрная, добавляя к списку генуэзских владений Бертье-Делагарда Байдары, Биюк-Мускомью и Хайту. Собственно границам с консульством посвящена статья Е. В. Неделькина «Границы княжества Феодоро и Генуэзской республики в Юго-Западной Таврике» в которой, по его словам, развивая выводы В. П. Кирилко и В. Л. Мыца о пограничных замках-исарах, к владениям консульства относит только селение Кадыкой, а укрепления Загайтанское, Чоргуньское, Кала-Фатлар, Камара Исар и Чоргунскую башню считает принадлежащими Феодоро.
Юго-восточная граница с Капитанством Готия в середине XV века, по мнению историков, проходила примерно по середине южнобережного склона Главной гряды Крымских гор до района современной Алушты. Положение Лусты с окрестностями не до конца определено, поскольку после 1441 года военных столкновений между генуэзцами и Феодоро не было, а в 60-х годах XV века генуэзцы активно вели строительные работы по укреплению обороны Лусты и как она попала в подчинение феодоритов неясно. Предполагают, что селения округи Лусты в последние десятилетия существования генуэзские колоний не входили в их юрисдикцию и что власть Феодоро в эти годы распространялась до границ Солдайского консульства.
На западе владения Мангупа охватывали прибрежные территории, от района Георгиевского монастыря, включая «угасший Херсон», до устья Бельбека. По Бельбеку проходила северная граница княжества с владениями Золотой Орды, а с 1430-х годов — с Крымским ханством. Возможно, местами в среднем и верхнем течении Бельбека княжество имело земли и на правом берегу реки. Бочаров С. Г. и Неделькин относят к пограничным укреплениям вдоль северных границ крепости Сюйреньскую, Керменчик, Сандык-Кая и Кермен-Кая. Они считают, что на правый берег Бельбека граница переходила в районе современного посёлка Куйбышево и через горные хребты у села Высокое уходила в верховья рек Качи и Альмы (места во все времена незаселённые). Далее по северо-западному склону Бабуган-Яйлы пролегала в район алштинской долины. А. Г. Герцен считает, что граница шла до верховьев Бельбека, а уже оттуда, по западному склону Главной гряды Крымских гор, проходила через верховья Качи до горного массива Демерджи с крепостью Фуна.
А. Ю. Виноградов, анализируя текст, известный, как надпись 1382—1383 года, в которой отдаётся должное некоему неизвестному герою «из Пойки», делает вывод, что «на ранней стадии феодоритской государственности (начало XIV в.), несомненно, большую роль играла Пойка». Из той же надписи В. Л. Мыц предположил, что северо-восточная граница княжества проходила по реке Бельбек.
В период расцвета княжество на востоке доходило до района Алушты, где располагалась крепость Фуна. Судя по источникам, Луста входила в сферу деятельности Капитанства Готия, при этом её владелец Дербиберди, местный феодал, находясь на службе у генуэзцев, одновременно являлся вассалом Феодоро — А. Л. Бертье-Делагард определял его статус как «двуподданство». В донесении в Геную консула Каффы Боруеля де Гримальди от 31 января 1453 года сказано, что «…господин Теодоро… несправедливо занимает Готию принадлежащую городу Каффе…», без уточнения, что подразумевается под понятием Готия.
На Южном берегу Крыма владения Мангупа занимали яйлы́ и южные склоны Главной гряды, а прибрежная полоса находилась в составе генуэзского капитанства Готии. По границе были выстроены небольше укрепления — исары.
Александр Герцен и Лев Фирсов считают, что в ходе противостояния с генуэзским владениям на Южном берегу, при Алексее феодоритами были сооружены так называемые длинные стены. Ещё перед началом конфликта 1423 года Алексей Старший возводит (или реконструирует) укрепления Фуна 1423 год, Дегерменкойский Исар, Гелин-Кая, Учансу-Исар, расположенные у ведущих к перевалам дорог, напротив главных опорных пунктов генуэзцев — Лусты, Партенита, Гурзуфа и Ялиты.

## Административно-территориальное деление
Княжество было разделено на 11 административных округов и включало собственно домен (владения князя) Феодоро: Бельбекскую, Байдарскую и Варнутскую долины, Чембало, и земли вассалов владетеля Мангупа, которые в генуэзских источниках называются баронами (лат. barones): Эски-Кермен, Черкес-Кермен, Луста (Алушта), Каламита и крепость Фуна с прилегающей областью Кинсанус.

## История
Первым по настоящему известным и достоверно установленным правителем княжества Феодоро был Алексей I, который открыто выдвинул претензии на территорию побережья Капитанства Готия (между Форосом на западе и Канакой на востоке) и консульство Чембало. 
В 1422 году между Феодоро и Каффой началась война. Феодориты атаковали города и поселения, находившиеся под контролем генуэзцев, которые по нескольку раз переходили из рук в руки.
В 1425 году старший сын князя Алексея I Иоанн женился на Марии Цамблакине Палеологине Асениной. Оказавшись в родстве с константинопольскими Палеологами, мангупский князь принял герб их императорского дома — двуглавого орла, — и стал именовать себя «владетелем града Феодоро и Приморья (гр. αὐθέντης πόλεως Θεοδωροῦς καὶ Παραθαλασσίας)».
В 1427 году в устье реки Чёрной, на месте давно разрушенной византийской крепости, князем Алексеем I была построена новая крепость Каламита (Инкерман). Крепость имела шесть башен и ров, выдолбленный прямо в скале и защищала собственный морской порт — Авлиту.

Алексею необходимы были союзники, которых он и получил в этот период в лице эмира Крымского улуса Золотой Орды Тегинэ, бея Ширинского, и Иоанна Великого Комнина, будущего трапезундского императора. Правящие династии Феодоро и Трапезунда породнились между собой — в 1429 году Мария, дочь Алексея I, вышла замуж за Давида Великого Комнина, сына императора Трапезунда Алексея IV.

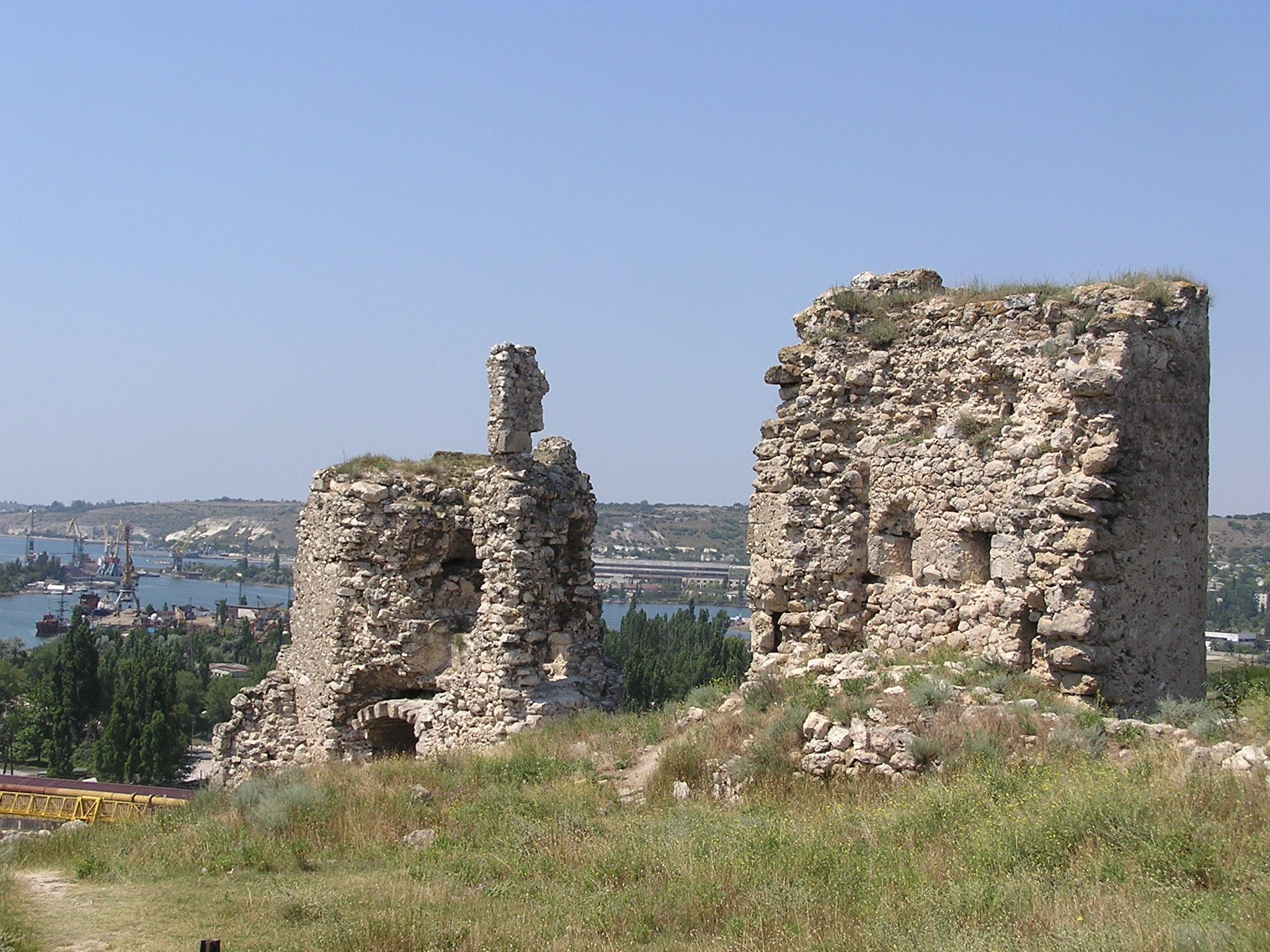
Каламита

В 1433 году Алексей I вновь захватил Чембало. В результате военных действий Чембало со всей территорией этого консульства — от маяка на мысе Херсонес на западе до селений Кайту и Ласпи на востоке — перешли к Феодоро.
4 июня 1434 года генуэзская эскадра из 20 кораблей с 6 тысячами наёмников под командованием «золотого рыцаря» Карло Ломеллино / Ломеллини (Carlo Lomellino, Dominus Carolus Lomellinus; титул «Золотого Рыцаря» — Cavaliere aurato — пожалован Миланским герцогом), сына Наполеона, правителя Корсики (signore della Corsica), подошла к Балаклавской бухте. 10 июня 1434 года крепость Чембало была взята. Спустя несколько дней генуэзцами была захвачена приморская крепость Каламита. После одержанных побед Карло Ломеллини направился в Каффу не морем, а по суше — вдоль южного берега Крыма, грабя поселения, разрушая замки местных феодалов и приводя к повиновению тех, кто пытался сопротивляться.
Однако 22 июня 1434 года 8-тысячное генуэзское войско потерпело поражение в Солхатской битве у местечка Кастадзон от войск крымского хана Хаджи Герая и его союзников феодоритов и отступило к Каффе. Во время описываемых событий князь Алексей I и его старший сын Иоанн находились в Трапезунде, и вся тяжесть военных действий легла на плечи его сыновей — среднего Мануила (Олубея) и младшего Исаака. 

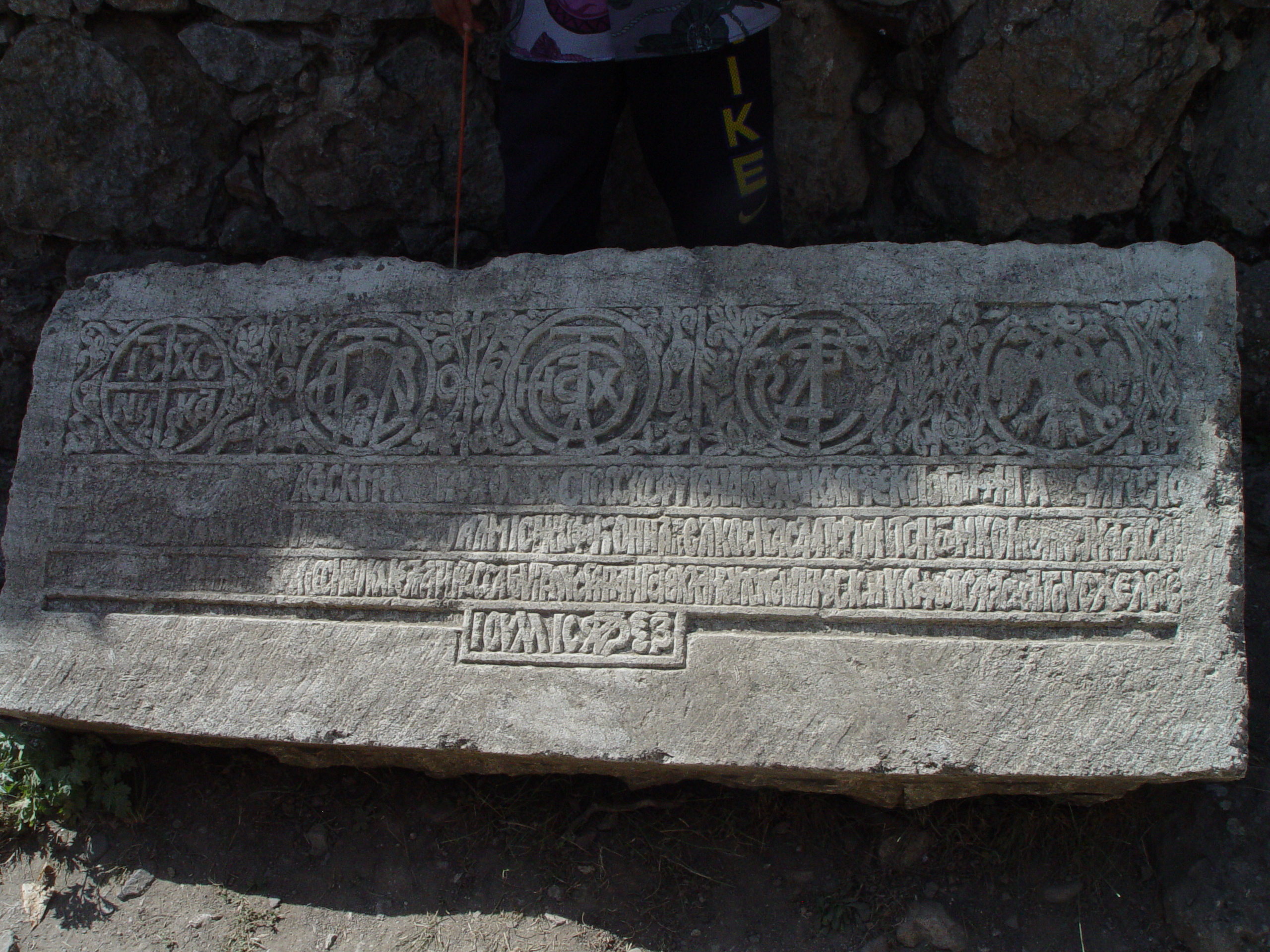
Камень из крепости Фуна с символикой князей Феодоро

В 1435 году феодориты вновь отбили Каламиту (Инкерман) у генуэзцев. Война закончилась только в 1441 году.

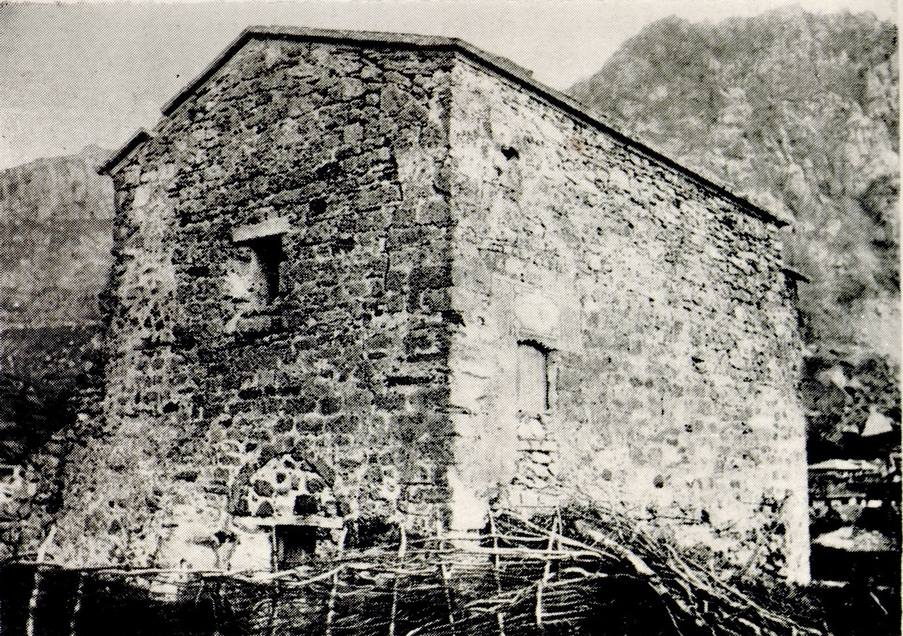
Укрепление Фуна на фото конца XIX века. Единственное уцелевшее на тот момент строение — храм Феодора Стратилата, 1459, ныне утрачено

После смерти князя Алексея I в 1446 году правом престолонаследования воспользовался его средний сын Олубей (Мануил), который княжил с 1447 по 1458 годы. Олубей был официально провозглашён князем Феодоро трапезундскими сановниками, которые хотели тем самым показать, что Готия по-прежнему остаётся в зависимости от империи Великих Комнинов.
Генуэзский документ 1447 года сообщает о военной и дипломатической демонстрации в поддержку Феодоро, которые устроили император и деспот Трапезунда — то есть Иоанн IV Великий Комнин и его брат Давид, которые «с галерами и длинными кораблями» совершили плавание в Готию и «пребывали там с Олубеем и другими сыновьями бывшего Алексея».

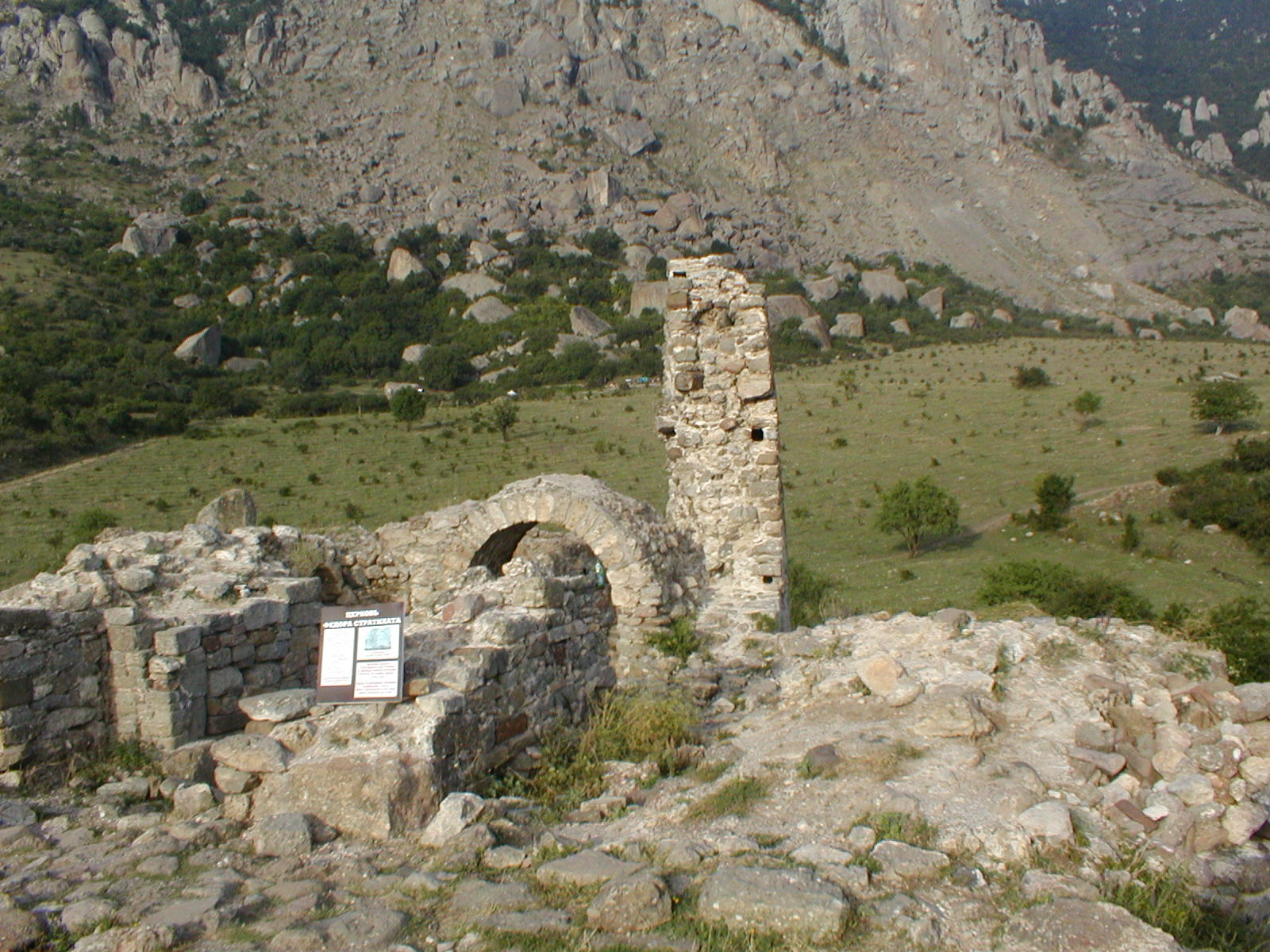
Современное состояние. Последствия землетрясений 1927 г.

В 1458 году Олубей восстанавливает крепость Фуна близ Алушты и передаёт её вместе с восточным округом Кинсанус своему сыну Александру.
Успешные для Феодоро войны с за обладание южным берегом Крыма привели к тому, что со второй половины XV в. генуэзцы снова признают за правителями Феодоро титул «господин Готии» (лат. dominus Gotie). В 1460 году в итальянских источниках упоминается господин Готии по имени Кейхи-бей, что могло быть вторым, тюркским именем князя (как и в случае с Олубеем-Мануилом).
В 1465 году господином Готии становится брат Олубея Исаак, именуемый в итальянских источниках Saichus или Saicus, а в русских Исайко, княживший до конца 1474 года.
С падением Константинополя в 1453 году византийская государственность не пресеклась окончательно. До 1461 года её легитимным преемником была Трапезундская империя Великих Комнинов, а позже — крымское княжество Феодоро, чьи правители приняли титул «автократоров» то есть самодержцев, который считался наивысшим в «византийском мире», достойным только императоров.
В символике княжества того периода стала встречаться буква β — традиционное сокращение для слова «василевс» (император). На гербе правителей Феодоро появляется императорская корона.
24 сентября 1472 года дочь покойного князя Олубея и племянница князя Исаака, княжна Мария Мангупская стала женой молдавского господаря Штефана Великого (1433—1504). Она была родственницей болгарских царей Асеней, византийских Палеологов и трапезундских Комнинов, что делало этот брак очень престижным для Штефана, считавшего себя преемником византийских императоров и рассчитывавшего на общеевропейское признание. Вместе с сестрой покинул Крым и княжич Александр.
Но турецкий султан Мехмет II Фатих, захвативший Константинополь и Трапезунд и принявший титул Кайсар-и Рум (букв. «цезарь Рима»), не нуждался в конкурентах, готовых возглавить новый крестовый поход.
В начале 1475 года Александр, сын Олубея и шурин Штефана Великого, получил известие о смерти своего дяди, князя Исаака, сын которого занял престол Феодоро. Штефан Великий снарядил за свой счёт корабль и предоставил 300 вооружённых молдавских воинов для экспедиции, целью которой было утверждение в Мангупе Александра. Его соперник, получив от кузена ультиматум, подкреплённый грамотами венгерского короля Матьяша Корвина (1443—1490), уступил, и в июне 1475 года Александр занял мангупский престол.
В сентябре 1475 года османы, захватившие к тому времени Каффу и приморские города, подошли к Мангупу и начали осаду с широким использованием артиллерии. Часть жителей покинула город и разошлась по окрестным горным селениям, унося с собой имущество и уводя скот, и наоборот часть жителей из окрестностей нашла убежище за стенами города. За стенами крепости укрылся двухтысячный гарнизон, состоявший из феодоритов, присланных Штефаном молдавских воинов и татар свергнутого братьями хана Менгли Герая. Феодоритам и их союзникам удалось уничтожить элиту тогдашней османской армии — янычарский корпус. В декабре 1475 года крепость пала. Князь Александр попал в плен и был отправлен в Константинополь (Стамбул), где и был казнён.
Турецкий историк Дженнаби сообщает, что османский полководец Гедик Ахмед-паша захватил в Мангупе «несколько христианских князей в крепости и отослал в султанскую Порту. И был между теми князьями Менгли Герай-хан, отставной владыка Дешта, которого одолели братья его, отняв у него царство и принудив запереться в крепости Манкупской». После падения Мангупа Менгли Герай вместе с двумя братьями был взят турками в плен и отправлен в Стамбул.
После завоевания из бывших земель княжества был образован Мангупский кадылык, который входил в состав вилайета с центром в Кефе (Феодосии). В кадылык Мангуп входили 3 города (Мангуп, Инкерман, Балаклава) и 49 деревень.
Свидетельство о крымских готах под османским владычеством оставил барон де Бусбек, который в 1557—1564 годах был послом австрийского императора Фердинанда I в Турции. Он встретил в Стамбуле двух посланцев готского населения Крыма и имел с ними длительные беседы. Де Бусбек сообщает, что готы сохраняют христианство, хотя и окружены иноверцами, и что у них есть два главных города — Мангуп и Шиварин (Скиварин, Сюйрень). Де Бусбек сохранил ценные записи о языке готов, из которого он приводит 69 слов и фраз и несколько песен. Примеры: «alt» — «старик» (нем. «Alt»), «bruder» — «брат» (нем. «Bruder»), «schuuester» — «сестра» (нем. «Schwester»), «broe» — «хлеб» (нем. «Brot»). Когда Бусбек услышал, как считают готы — «ita, tua, tria, fyder, fyuf, seis, seuene…», — он заметил: «Совсем как мы, фламандцы».

### Военная история Феодоро
- Генуэзско-феодоритская война (1433—1441)
  - Осада Чембало 1434 года
  - Сражение при Солхате 1434 года
- Осада Мангупа 1475 года

## Экономика
Вопрос о состоянии экономики Феодоро практически не освещается в сохранившихся документах. По косвенным признакам: ведение многолетних войн с Кафой и масштабное строительство на всей территории княжества предполагается, что у молодого государства бывли значительные стабильные. доходы. Виктор Мыц отмечает, что даже войны 1422—1423 года и 1433—1441 года «…не истощили… финансовых возможностей» (при этом община Каффы была хронически должна Банку Святого Георгия). Видимо, благодаря союзническим
отношениям с Крымским улусом Золотой Орды, а позже с Крымским ханством сближением с Трапезундской империей и Венецией позволили перенаправить часть товаров по маршруту восток-запад (Шёлковый путь) на Каламиту и её порт Авлиту. Морская торговля стала одним из главных источников дохода княжества, (наибольших масштабов она достигла при Олобее, что вызывало обеспокоенность генуэзцев, нёсших большие убытки). В основном на продажу шло местное зерно, шкуры домашнего скота, лён, соль, большой оборот имела транзитная торговля между западом и востоком. Значительный доход приносила торговля рабами, которых поставляли крымские ханы (например, летом 1474 года татарский царевич Айдер из набега на Великое княжество Литовское привёл более 15 000 пленных, которых продали турецким купцам «… в порту Каламита»).

Значительная часть товарооборота Каффы была перехвачена князьями Феодоро. В донесении в Геную консула Каффы Боруеля де Гримальди от 31 января 1453 года сказано
…в Каламите продолжается бурная торговля и заходит более чем обычно судов, кораблей и суденышек турецких со множеством торговцев и множеством товаров…
Значительные доходы от торговли позволили феодоритам развернуть масштабное крепостное строительство в столице, Каламите и Фуне, укрепления которой были сооружены практически заново и даже в заброшенном Херсонесе построили башню-донжон.